# James Cossar Ewart

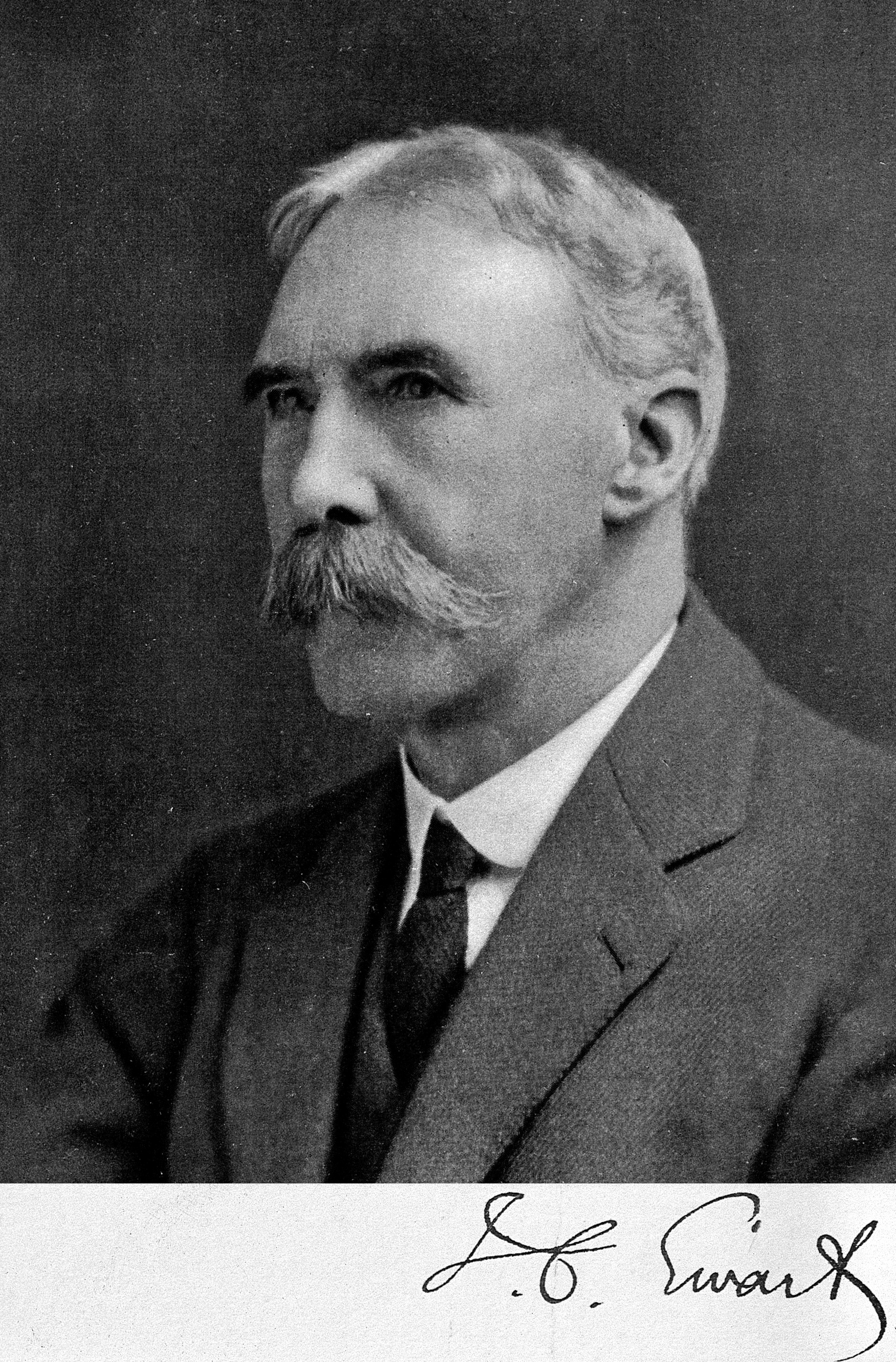
James Cossar Ewart (1911)

James Cossar Ewart (* 26. November 1851 in Penicuik, Schottland; † 31. Dezember 1933 ebenda) war ein schottischer Zoologe und ein Pionier der Hybridzucht in der Nutztierhaltung.

## Studium und Promotion
Ewart absolvierte zwischen 1871 und 1874 ein Medizinstudium an der University of Edinburgh. Nach Abschluss des Studiums hatte er zunächst als Prosektor in der Arbeitsgruppe William Turners gearbeitet, bevor er zum Kurator der zoologischen Sammlung des University College London berufen wurde. Als Mitarbeiter des Lehrstuhlinhabers für Zoologie Ray Lankester sorgte er dort für die Einführung von Praktika in der Ausbildung von Studenten. Zwischen 1874 und 1878 veröffentlichte Ewart mehrere wissenschaftliche Publikationen zu Struktur und Aufbau der Netzhaut und zu Untersuchungen über den Milzbranderreger Bacillus anthracis. Letztere waren gleichzeitig seine Dissertationsarbeit für die Promotion zum Medicinae Doctor (M.D.), für die er mit einer Goldmedaille ausgezeichnet wurde.

## Forschungs- und Lehrtätigkeit
Im Spätsommer 1878 kehrte Ewart als Dozent an die Medizinische Fakultät der University of Edinburgh zurück und wurde kurz darauf als Regius Professor of Natural History (Naturgeschichte) an die University of Aberdeen berufen. Noch im selben Jahr gründete er in Aberdeen die erste Forschungsstation für Meeresbiologie in Großbritannien. 1882 übernahm er den Regius Chair of Natural History an der University of Edinburgh und behielt diese Position bis zu seiner Emeritierung 1927. Im Lehrbetrieb der Universität trieb er die Schaffung von Dozentenstellen für Embryologie (1885), für die Zoologie der Invertebraten (1901) sowie für Vererbungslehre und Genetik (1910) voran.
1882 wurde Ewart wissenschaftliches Mitglied der neugegründeten schottischen Fischereibehörde und veröffentlichte in den folgenden sieben Jahren zahlreiche Berichte und Publikationen über Untersuchungen zum Fischfang. Zwischen 1888 und 1895 widmete er sich der Erforschung des elektrischen Organs bei Rochen. Darüber hinaus betrieb er anatomische Studien an Fröschen und Pferden. 1879 wurde er als Fellow in die Royal Society of Edinburgh und 1893 in die Royal Society of London aufgenommen.
Etwa im Jahr 1895 begann Ewart mit Forschungsarbeiten im Bereich der Tierzucht, speziell in Fragestellungen der mütterlichen Vererbung und Mutationen bei Kreuzungen und Inzucht am Beispiel des Steppenzebras (Equus quagga burchelli). Die Ergebnisse dieser Arbeiten veröffentlichte er im Buch The Penycuik Experiments von 1899; zudem präsentierte er im Jahr 1900 seine aufsehenerregenden Zebra-Pferd-Hybriden auf einer Ausstellung der Royal Agricultural Society in New York. Seine Hybridisierungsexperimente widerlegten die bis dahin in der Tierzucht postulierte Telegonie in der Vererbung von phänotypischen Merkmalen.
Einige Jahre später widmete sich Ewart der Entwicklungsgeschichte und der Struktur des Gefieders von Pinguinen. In diesem Zusammenhang gelangte er durch Zufall über das Natural History Museum an drei angebrütete Eier von Kaiserpinguinen, die Edward Wilson, Henry Bowers und Apsley Cherry-Garrard bei ihrem Wintermarsch 1911 im Rahmen der Terra-Nova-Expedition unter Robert Falcon Scott am Kap Crozier auf der Ross-Insel eingesammelt hatten. Ewart konnte bei seinen mikroskopischen Untersuchungen der in den Eiern enthaltenen Embryos keine Homologie in der Embryonalentwicklung des Gefieders der Vögel und des Schuppenpanzers bei Reptilien feststellen, womit der erhoffte Nachweis eines gemeinsamen Vorfahren in der Evolution beider Tierklassen ausblieb. Erst im Jahr 1934 veröffentlichte der an der University of Glasgow arbeitende Zoologe Charles Wynford Parsons die Ergebnisse der Arbeiten Ewarts in einer wissenschaftlichen Publikation mit dem Kommentar, dass die von Cherry-Garrard mitgebrachten Kaiserpinguin-Eier „nicht sehr viel zum Verständnis über die Embryologie von Pinguinen beigetragen haben.“
James Cossar Ewart bewohnte einen Bauernhof unweit seines Geburtsorts Penicuik, auf dem er in späteren Jahren eine experimentelle Schafzucht zur Verbesserung der Wollerträge betrieb und hierzu 1923 eine Forschungsreise nach Australien unternahm. 1928 verlieh ihm die University of Edinburgh für seine langjährigen Verdienste die Ehrendoktorwürde. Als er 82-jährig am Silvestertag 1933 nach kurzer Krankheit verstarb, hinterließ er seine Frau sowie eine Tochter und einen Sohn.

## Nachwirkungen
Im Jahr 1909 wurde Ewart zum Vize-Präsidenten der neugegründeten Royal Zoological Society of Scotland ernannt, die durch sein Wirken bis in die heutige Zeit hinein eine enge Verbindung mit der University of Edinburgh hat und hierdurch zahlreiche Mitglieder ihrer Gremien aus dem Personalbestand der Universität rekrutiert.

## Werke
- James Cossar Ewart: On the life history of Bacillus anthracis. In: Quarterly Journal of Microscopical Science, 1878, s2-18, S. 161–170.
- James Cossar Ewart, James Duncan Matthews: The dissection of the skate. James Thin, Edinburgh 1885.
- James Cossar Ewart: The dissection of the frog. James Thin, Edinburgh 1887 doi:10.5962/bhl.title.55016
- James Cossar Ewart: A critical period in the development of the horse. A. and C. Black, London 1897 doi:10.5962/bhl.title.46851
- James Cossar Ewart: The Penycuik Experiments. Adam and Charles Black, London 1899. archive.org doi:10.5962/bhl.title.25674 doi:10.5962/bhl.title.57340